# Paweł Woźniak
Paweł Woźniak (ur. 5 marca 1969 w Zielonej Górze) – polski lekkoatleta, sprinter i płotkarz.

## Osiągnięcia
Zawodnik klubów: Skra Warszawa i Browar-Scholler Namysłów. Olimpijczyk z Barcelony (1992) w biegu na 400 m przez płotki. 7-krotny mistrz kraju w biegu na 400 m ppł i w sztafecie 4 × 400 m. Zwycięzca Pucharu Europy grupy B w sztafecie 4 × 400 m (1989).

## Rekordy życiowe
- Bieg na 400 metrów – 46,53 s. (1991)
- Bieg na 400 metrów przez płotki – 49,96 s. (20 czerwca 1992, Warszawa) – 12. wynik w historii polskiej lekkoatletyki[1]